# (500107) 2012 BA91
(500107) 2012 BA91 es un asteroide perteneciente al cinturón de asteroides, descubierto el 21 de abril de 2009 por el equipo del Spacewatch desde el Observatorio Nacional de Kitt Peak, Arizona, Estados Unidos.

## Designación y nombre
Designado provisionalmente como 2012 BA91.

## Características orbitales
2012 BA91 está situado a una distancia media del Sol de 2,346 ua, pudiendo alejarse hasta 2,530 ua y acercarse hasta 2,162 ua. Su excentricidad es 0,078 y la inclinación orbital 7,129 grados. Emplea 1312,64 días en completar una órbita alrededor del Sol.

## Características físicas
La magnitud absoluta de 2012 BA91 es 17,6.